# Otto Olsen (cykelrytter)
 For alternative betydninger, se Otto Olsen. (Se også artikler, som begynder med Otto Olsen)
Otto Verner Olsen (født 6. februar 1928 i København) er en forhenværende cykelrytter fra Danmark. Hans foretrukne disciplin var banecykling.
Ved Københavns seksdagesløb i 1952 blev han nummer tre sammen med makker Marcel Bareth.
Olsen var en overgang gift med sangerinden Birthe Wilke.